# Paraboea glutinosa
Paraboea glutinosa är en tvåhjärtbladig växtart som först beskrevs av Hand.-mazz., och fick sitt nu gällande namn av K.Y. Pan. Paraboea glutinosa ingår i släktet Paraboea och familjen Gesneriaceae. Inga underarter finns listade i Catalogue of Life.